# ミゲル・グティエレス・オルテガ
ミゲル・グティエレス・オルテガ（Miguel Gutiérrez Ortega, 2001年7月27日 - ）は、スペイン・マドリード州マドリード出身のサッカー選手。ラ・リーガ・ジローナ所属。ポジションはDF。

## 経歴

### クラブ
5歳の時にヘタフェCFのカンテラに入所し、2011年にレアル・マドリードのカンテラに加入。カンテラ時代からユース世代のスペイン代表の主力として活躍し、逸材として注目を集める。2019年夏の監督ジネディーヌ・ジダンに見出され、トップチームにプレシーズンツアーに帯同。プロデビュー前の2020年3月に早くも2024年までの契約を締結。同年7月に傘下のレアル・マドリード・カスティージャを飛び越えて一気にトップチームの試合にベンチ入り。2020-21シーズンより二種登録選手となり、同シーズンの新戦力として更に注目される。プロデビュー戦となった10月18日のBチームの対ラス・ロサスCF戦でプロ初ゴールも記録。Bチームで先発に定着し、2021年4月に再びトップチームに再昇格。21日のカディスCF戦で途中出場でトップチームデビューを果たし、3-0で勝利した。
2022年8月5日、ジローナFCと5年契約を結んだ。

### 代表
2017年からユース世代のスペイン代表に随時招集され、主力として活躍。2018年はU-17代表でUEFA U-17欧州選手権に出場。更に2019年にはU-19代表でUEFA U-19欧州選手権に出場し、優勝を経験した。

## タイトル

### クラブ
レアル・マドリードユース
- UEFAユースリーグ: 2019-20

レアル・マドリード
- ラ・リーガ: 2021-22
- UEFAチャンピオンズリーグ: 2021-22

### 代表
U-19スペイン代表
- UEFA U-19欧州選手権: 2019

U-23スペイン代表
- パリオリンピック金メダル: 2024